# Hoor al-Qasimi
Scheicha Hoor Al-Qasimi (geboren 1980 in Schardscha) ist eine emiratische Kuratorin und Kunstmanagerin, die im Jahr 2024 vom Londoner Kunstmagazin ArtReview an die Spitze der einflussreichsten Persönlichkeiten der internationalen Kunstwelt gewählt wurde.

## Leben
Al-Qasimi ist die Tochter von Sultan bin Mohamed al-Qasimi, dem Herrscher des Emirats Schardscha, der ihr Interesse für Kunst und Kultur maßgeblich prägte. Zunächst studierte sie an der Slade School of Fine Art in London und beendete ihr Kunststudium 2002. Ein Besuch der documenta 11 im Jahr 2002 in Kassel beeinflusste sie nachhaltig und veranlasste sie zur Entwicklung vom eigenen künstlerischen Schaffen hin zur Kuratierung. Nach ihrer Rückkehr in die Vereinigten Arabischen Emirate begann sie als Volontärin bei der 1993 gegründeten Kunstbiennale in Schardscha, die ihr Vater ins Leben gerufen hatte. Mit 22 Jahren übernahm sie im Jahr 2003 die Leitung der Sharjah Biennale, nachdem die zuvor dafür zuständigen älteren Funktionäre zurückgetreten waren.
Sie spricht mehr als sieben Sprachen, was ihr internationale Zusammenarbeit erleichtert.

## Wirken
Unter al-Qasimis Führung entwickelte sich die Sharjah Biennale zu einer international beachteten Plattform, in der künstlerische Positionen aus dem Nahen Osten und darüber hinaus gefördert und diskutiert werden. Al-Qasimi ergänzte zur Intensivierung des Austausch zwischen Künstlern, Kuratoren und Theoretikern die Biennale um das jährliche „March Meeting“.
Sie ist stark in ihrer Heimat verwurzelt und setzt sich dafür ein, dass die Kunst in Schardscha und der Region als „sanfte Kraft“ gesellschaftliche Diskurse anregt. Die Spielräume für kritische Kunst sind dabei nicht unbegrenzt, was sich etwa 2011 zeigte, als eine kontroverse Arbeit auf Druck der Öffentlichkeit entfernt wurde.
Im Jahr 2009 gründete sie die Sharjah Art Foundation, eine Institution, die sich ganzjährig der Förderung von Kunst, Film, Architektur und Bildungsangeboten widmet. Seit 2013 steht sie an der Spitze der Sharjah Art Foundation und hat seither zahlreiche internationale Projekte initiiert, die jungen und etablierten Künstlern Raum bieten.
Im Jahr 2017 wurde sie zur Präsidentin der Internationalen Biennale-Assoziation gewählt und übernahm eine zentrale Rolle in der globalen Biennalen-Landschaft.
Sie kuratierte 2020 die zweite Lahore Biennale und 2015 den Pavillon der Vereinigten Arabischen Emirate bei der 56. Biennale in Venedig. Im Jahr 2023 wurde Al-Qasimi als erste Nicht-Japanerin zur künstlerischen Leiterin der Aichi Triennale 2025 ernannt.